# Ginette Bucaille

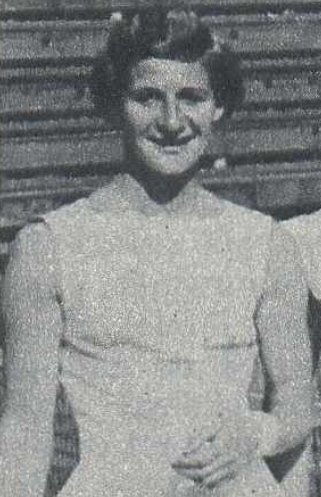
Ginette Bucaille im Jahr 1957

Ginette Bucaille  (* um 1927 als Ginette Jucker) ist eine ehemalige französische Tennisspielerin. Ihr größter Erfolg war der Einzug ins Finale der Internationalen Französischen Meisterschaften im Jahr 1954.

## Karriere
Ginette Bucaille trat erstmals bei den Internationalen Französischen Meisterschaften in Paris in Erscheinung. Im Einzel schied sie in der zweiten Runde gegen die Italienerin Annalissa Bossi (3:6, 2:6) aus. Mit ihrer Doppelpartnerin Josette Amouretti erreichte sie das Viertelfinale, in dem beide gegen die späteren amerikanischen Siegerinnen Doris Hart und Shirley Fry (2:6, 1:6) das Nachsehen hatten. Im selben Jahr 1950 erreichte die Französin in Wimbledon die dritte Runde.
1952 bei den Internationalen Französischen Meisterschaften schied Bucaille, an Position 6 gesetzt, bereits in der ersten Runde gegen die Britin Joy Mottram (0:6. 3:6) aus. Ein Jahr später erreichte sie in Paris als Nummer 13 der Setzliste bereits das Viertelfinale im Dameneinzel und wurde Französische Vizemeisterin hinter Suzanne Chatrier. Am Ende des Jahres belegte Bucaille im französischen Klassement Platz drei hinter Nelly Adamson und Chatrier.
Der größte Erfolg in ihrer Karriere gelang ihr im Jahr 1954. Knapp anderthalb Monate nach ihrem Viertelfinal-Aus beim Tennisturnier von Monte Carlo zog sie Ende Mai nach Siegen über ihre Landsfrauen Amouretti und Adamson ins Finale der Internationalen Französischen Tennismeisterschaften ein. Dort traf die 27-jährige Hausfrau auf die acht Jahre jüngere US-amerikanische Titelverteidigerin Maureen Connolly. Zu Beginn des ersten Satzes überraschte Bucaille; Connolly konnte ihren eigenen Aufschlag nicht durchbringen, worauf die Französin schnell mit 2:0 in Führung lag. Die US-Amerikanerin verkürzte auf 4:4, Bucaille verlor ihr Aufschlagsspiel und Connolly gewann den ersten Satz mit 6:4. Im zweiten Satz gewann Connolly fünf Spiele in Folge, ehe Bucaille bei gegnerischem Aufschlag einen Punktgewinn erzielen konnte. Connolly gewann den zweiten Satz schließlich mit 6:1. Im selben Jahr zog Bucaille in die dritte Runde des Turniers von Wimbledon ein und unterlag im Finale der Irish Lawn Tennis Championships in Dublin erneut Connolly (2:6, 1:6). Mit Nelly Adamson als Doppelpartnerin erreichte sie das Finale des Internationalen Tennisturniers von Rom, bei dem sie gegen die britische Paarung Patricia Ward und E. Watson das Nachsehen hatten.
An den Finaleinzug von Paris konnte Bucaille in den folgenden Jahren nicht mehr anknüpfen. 1955 erreichte sie das Viertelfinale der Internationalen Französischen Meisterschaften und wurde bei den rein Französischen Meisterschaften, dem Coupe Canet, wie schon 1953 Zweite hinter Suzanne Chatrier. Im Februar 1956 verlor sie mit ihrer Doppelpartnerin Suzanne Schmitt das Halbfinale bei den Französischen Hallenmeisterschaften gegen das amerikanisch-britische Duo Althea Gibson und Angela Buxton. Beim Grand-Slam-Turnier in Paris verlor Bucaille in der dritten Runde erneut gegen die später siegreiche Gibson. Dennoch belegte sie am Ende des Jahres gemeinsam mit Jacqueline Kermina Platz 1 im französischen Klassement. 1957 zog sie ins Finale des Turniers von Cannes ein, in dem sie sich mit 6:8 und 2:6 der Belgierin Christiane Mercelis geschlagen geben musste. Im selben Jahr gewann sie als Doppelpartnerin von Suzanne Chatrier die Iliffe Trophy gegen die Britinnen Patricia Ward und Ann Shilcock (5:7, 6:3, 6:4) und schied in Wimbledon wie schon im Vorjahr in der zweiten Runde aus.
1957, 1958 und 1959 erreichte Bucaille jeweils nur die zweite Runde der Internationalen Französischen Meisterschaften. 1962 kam sie nicht über die erste Runde hinaus.

## Abschneiden bei Grand-Slam-Turnieren

### Einzel
| Turnier                                           | 1950 | 1952 | 1953 | 1954 | 1955 | 1956 | 1957 | 1958 | 1959 | 1962 | Karriere |
| ------------------------------------------------- | ---- | ---- | ---- | ---- | ---- | ---- | ---- | ---- | ---- | ---- | -------- |
| Internationale Französische Tennismeisterschaften | 2    | 1    | VF   | F    | VF   | 3    | 2    | 2    | 2    | 1    | F        |
| Wimbledon Championships                           | 2    | -    | -    | 3    | 2    | 2    | 2    | -    | -    | -    | 3R       |